# Garganoklokje
Garganoklokje (Campanula garganica) is een plantensoort uit de klokjesfamilie (Campanulaceae). De soortaanduiding garganica is afgeleid van de berg Gargano in Zuid-Italië.

## Determinatie
Garganoklokje is een vaste, kruidachtige plant die hoogte bereikt van 15–20 cm. De lichtblauwe, tweeslachtige bloemen verschijnen in juni en juli, volgens andere bronnen van juni tot september.

## Ecologie
Garganoklokje komt voor op zonnige, stenige standplaatsen, vooral in rotsvegetatie. De plant geeft de voorkeur aan standplaatsen waarbij goede waterafvoer plaatsvindt. Vaak gaat het om voedselarme en basische rotsen. Bestuiving vindt plaats door bijen, vliegen, kevers en Lepidoptera.

## Verspreiding
Het natuurlijke verspreidingsgebied van garganoklokje ligt in Zuid-Italië en Griekenland.

## Gebruik
De bladeren kunnen zowel rauw als gekookt gegeten worden en hebben een plezierige milde smaak. Ze kunnen goed in salades verwerkt worden. Ook de licht-zoete bloemen kunnen rauw of gekookt gegeten worden.

## Tuin
Garganoklokje wordt gebruikt als sierplant. De cultivars Campanula garganica 'Blue Diamond', Campanula garganica 'Dickson's Gold', Campanula garganica 'WH Paine' en Campanula garganica 'Senior' worden in de handel aangeboden. De plant is winterhard, en kan temperaturen zeer goed tot ver onder het vriespunt verdragen (-28,8 °C tot -23,4 °C). De plant doet het goed in vochtige grond waarin wel waterafvoer plaatsvindt. Leemachtige en kalkhoudende grond zijn geschikt.